# مجلس شمال الأطلسي
مجلس شمال الأطلسي (NAC) هو الهيئة الرئيسية لصنع القرار السياسي للناتو، التي تتألف من الممثلين الدائمين من الدول الأعضاء فيها. أسسه المادة 9 من حلف شمال الاطلسي وهذا هو الهيئة الوحيدة في حلف شمال الأطلسي التي تستمد سلطتها صراحة من المعاهدة.